# Хунджуа, Георгий Григорьевич
Георгий Григорьевич Ху́нджуа (19 февраля 1922, Тбилиси, СССР — 7 марта 2007, Москва, Россия) — советский и российский геофизик. Доктор физико-математических наук (1976), профессор кафедры физики атмосферы физического факультета МГУ имени М. В. Ломоносова. Заслуженный профессор МГУ (1998). Специалист в области экспериментальных исследований процессов тепломассообмена между океаном и атмосферой. Награждён медалями.

## Биография
Георгий Григорьевич Хунджуа родился 19 февраля 1922 года в Тбилиси (ГССР, СССР).
С отличием окончил 10-летнюю грузинскую школу. В 1940 году был призван в ряды РККА. Службу проходил в Верхней Аджарии, в Батумском погранотряде, на границе с Турцией.
22 июня 1941 года находился в наряде, на границе, по причине чего не был немедленно отправлен на фронт. В период Великой Отечественной войны продолжал служить в Батумском погранотряде, в ведении которого была огромная территория, включавшая всё побережье Грузии и, в том числе, «дачу Сталина».
В период воинской службы окончил школу сержантов, курсы кавалерийской и снайперской подготовки. В 1950 году в звании старшего лейтенанта и должности следователя СМЕРШа, без объяснения причин был демобилизован.
В 1950 году, в возрасте 28 лет поступил и в 1956 году окончил физический факультет МГУ имени М. В. Ломоносова (кафедра физики колебаний).
С 1956 по 1959 год — учёба в аспирантуре кафедры физики моря и вод суши физфака МГУ. Научный руководитель — А. Г. Колесников.
Будучи аспирантом, Г. Г. Хунджуа создал уникальный измерительный комплекс по измерению пульсаций электропроводности, позволявшем определять флуктуации солёности морской воды. В 1959 году комплекс демонстрировался на I Международном океанографическом конгрессе в Нью-Йорке (США), обратив на себя внимание специалистов.
В 1957—1958 годах принимал участие в 11-месячной кругосветной комплексной III-й Антарктической экспедиции АН СССР на дизель-электроходе «Обь».
С 1959 года — работа на физическом факультете МГУ, на кафедре физики моря и вод суши (с 1982 — кафедре физики атмосферы): старший лаборант, инженер, младший научный сотрудник, старший научный сотрудник, старший преподаватель, доцент (с 1975), профессор (с 1980).
В 1961 году защитил диссертацию на соискание учёной степени кандидата физико-математических наук. Тема — «Аппаратура, методика и результаты регистрации турбулентных пульсаций солёности, температуры и скорости течения в океане».
Под руководством Г. Г. Хунджуа был создан ещё один «уникальный комплекс аппаратуры, позволявший измерять непрерывный профиль температуры в тонких пограничных слоях воды и воздуха». Данные разработки послужили основой определения тепловых потоков из океана в атмосферу, представив собой не только научную, но и практическую значимость.
Хунджуа Г. Г. — участник десятков научных экспедиций на кораблях АН СССР и МГУ.
С 1969 по 1973 год Хунджуа Г. Г. — заведующий подготовительным отделением Московского государственного университета.
В 1977 году он защитил диссертацию на соискание учёной степени доктора физико-математических наук. Тема — «Термическая структура холодной плёнки и теплообмен между океаном и атмосферой».
С 1980 по 1985 год — заместитель декана физфака МГУ по научно-исследовательской работе.
Автор свыше 135 научных работ. Подготовил 13 кандидатов и 1 доктора наук.
Учёное звание — профессор (1980).
Сын — Хунджуа А. Г.
Хунджуа Г. Г. скончался в Москве 7 марта 2007 года.

## Сфера научных интересов
Физика океана, физика атмосферы.

## Вклад в науку
Профессор Хунджуа Г. Г. — «создатель нового научного направления о процессах формирования и динамики инверсионных слоёв у неравновесной границы контакта океан-атмосфера, играющих роль отрицательных обратных связей в тепломассобмене между океаном и атмосферой».

## Награды
- Медаль «За оборону Кавказа»
- Медаль «За победу над Германией в Великой Отечественной войне 1941—1945 гг.»
- Медаль «За доблестный труд»
- Заслуженный профессор МГУ (1998)[2]